# خورخي باتشيكو أريكو
خورخي باتشيكو أريكو (9 أبريل 1920–29 يوليو 1998) هو سياسي أوروغواياني،شغل منصب رئيس أوروغواي منذ 6 ديسمبر 1967 وذلك بعد وفاة الرئيس أوسكار دييغو،واستمر في المنصب حتى أطاح به خوان ماريا بوردابيري إثر انقلاب عسكري في 1972َ.